# Шипилова, Любовь Алексеевна
Любо́вь Алексе́евна Шипи́лова (26.04.1948 — 18.12.2008) — растениевод колхоза имени Калинина Успенского района Краснодарского края, полный кавалер ордена Трудовой Славы (1990).

## Биография
Родилась 26 апреля 1948 года на хуторе Первокубанский Успенского района Краснодарского края. Русская.
С 14 лет начала трудовую деятельность. В 1962-1993 годах работала сначала рабочей, а позднее звеньевой полеводческой бригады № 1 колхоза имени Калинина (с 1992 года – АОЗТ «Кубань») в селе Маламино Успенского (в 1962-1975 годах – Новокубанского) района Краснодарского края. Трудилась прилежно, добивалась высоких показателей в труде.
Указами Президиума Верховного Совета СССР от 23 декабря 1976 и от 12 декабря 1982 года награждена орденами Трудовой Славы 3-й и 2-й степеней. Её звено было лучшим в районе.
Указом Президента СССР от 3 сентября 1990 года за достижение высоких результатов в производстве, переработке и продаже государству сельскохозяйственной продукции на основе применения прогрессивных технологий и передовых методов организации труда Шипилова Любовь Алексеевна награждена орденом Трудовой Славы 1-й степени. Стала полным кавалером ордена Трудовой Славы.
С 1994 года работала телятницей в сельскохозяйственном производственном кооперативе (СПК) «Кубань». Была неоднократной участницей Выставки достижений народного хозяйства СССР
Вышла на заслуженный отдых. Пенсионер всесоюзного значения.
Живет в хуторе Первокубанский Успенского района Краснодарского края.
Заслуженный работник сельского хозяйства Кубани .

## Награды
Награждена орденами Трудовой Славы 1-й, 2-й, 3-й степеней:
3 ст. 23.12.1976 № 226963
2 ст. 12.03.1982 № 7407
1 ст. 03.09.1990 № 802
- медалями, в том числе медалями ВДНХ СССР, знаками «Ударник пятилетки», «Победитель социалистического соревнования»[1].